# スカーレッツ・ウォーク
『スカーレッツ・ウォーク』（Scarlet's Walk）は、アメリカ合衆国の女性シンガーソングライター、トーリ・エイモスが2002年に発表したスタジオ・アルバム。エピック・レコード移籍第1弾アルバムで、通算7作目、オリジナル曲によるアルバムとしては6作目に当たる。

## 背景
スカーレットというキャラクターの旅を描いたコンセプト・アルバムとなっており、エイモス自身はスカーレットを「わたし自身である時もあり、一滴の血である時もあり、大地や国である時もある」と説明している。2001年のアメリカ同時多発テロ事件や、エイモスの祖父がチェロキー族であることが内容に大きな影響を与えており、エイモスは本作の制作に当たり、ネイティブ・アメリカンの国家について調査を重ねたという。CDのブックレットに掲載されたアメリカ合衆国の地図には、曲ごとのスカーレットの旅路が色別に明記されている。
収録曲「アンバー・ウェイブス」は、ジュリアン・ムーアが映画『ブギーナイツ』で演じたキャラクターに基づいている。
本作は単体のCDに加えて、ボーナスDVDが付属した限定ボックス・セットも発売され、アート・ディレクターを務めたデイヴ・ベットとシェリ・リーは、第46回グラミー賞で最優秀パッケージ賞（ボックス・セットまたはスペシャル・リミテッド・エディション部門）にノミネートされた。

## 反響・評価
母国アメリカのBillboard 200では7位に達し、自身4度目のトップ10入りを果たして、2002年12月にはRIAAによってゴールドディスクの認定を受けた。ドイツでは11週チャート圏内に入り、最高9位を記録。
Stephen Thomas Erlewineはオールミュージックにおいて5点満点中3.5点を付け「『アンダー・ザ・ピンク』のサウンドや感触に回帰しており、彼女のアルバムとしては同作以来の傑作」「ストーリーを追うよりも、まずは温かくメロディックで心のこもった、彼女の過去4作のようなぎこちなさが感じられない音楽に触れるべき」と評している。また、『メトロ・ウィークリー』の音楽ライターであるクリス・ジェラルドは2013年、トーリ・エイモスのアルバムをランク付けした際に本作を3位に挙げ「幾分風変わりなソングライティングによるシリアスな作品で、長大かつ複雑なアルバム」「『スカーレット・ウォーク』のサウンドはトーリの新境地で、なおもピアノが突出しているとはいえ、豊かなアレンジ、ジョン・エヴァンスによる見事に流れていくベース・パート、いつでも素晴らしいマット・チェンバレンのドラムス、それにマック・アラディンやロビー・マッキントッシュのギターを伴ったバンド・アルバムである」と評している。

## 収録曲
全曲ともトーリ・エイモス作。
1. アンバー・ウェイブス - Amber Waves (3:39)
2. ア・ソルタ・フェアリーテイル - A Sorta Fairytale (5:29)
3. ウェンズデイ - Wednesday (2:29)
4. ストレンジ - Strange (3:07)
5. カーボン - Carbon (4:35)
6. クレイジー - Crazy (4:27)
7. ワムパム・プレイヤー - Wampum Prayer (0:44)
8. ドント・メイク・ミー・カム・トゥ・ヴェガス - Don't Make Me Come to Vegas (4:52)
9. スウィート・サングリア - Sweet Sangria (4:02)
10. ユア・クラウド - Your Cloud (4:30)
11. パンケーキ - Pancake (3:55)
12. アイ・キャント・シー・ニューヨーク - I Can't See New York (7:16)
13. ミセス・ジーザス - Mrs. Jesus (3:06)
14. タクシー・ライド - Taxi Ride (4:01)
15. アナザー・ガールズ・パラダイス - Another Girl's Paradise (3:36)
16. スカーレッツ・ウォーク - Scarlet's Walk (4:18)
17. ヴァージニア - Virginia (3:56)
18. ゴールド・ダスト - Gold Dust (5:56)

## 参加ミュージシャン
- トーリ・エイモス - ボーカル、ピアノ、エレクトリックピアノ、アープ・シンセサイザー
- ロビー・マッキントッシュ - エレクトリック・ギター(on #1, #3, #6, #14)、アコースティック・ギター(on #2, #3, #14)、ドブロ・ギター(on #17)
- マック・アラディン - エレクトリック・ギター(on #2, #3, #11, #12, #15, #16)、アコースティック・ギター(on #5)
- デヴィッド・トーン - エレクトリック・ギター(on #6, #16)、アコースティック・ギター(on #6)
- ジョン・エヴァンス - ベース
- マット・チェンバレン - ドラムス、パーカッション
- ジョン・フィリップ・シェネイル - ストリングス・アレンジ、チェンバレン・フルート
- シンフォニア・オブ・ロンドン - ストリングス
- デヴィッド・ファーマン - 指揮